# Église Saint-Martin de Pons
L’église Saint-Martin est la plus importante des deux églises paroissiales de la ville de Pons, en Charente-Maritime. 
Situé au cœur de la ville-haute, dans le centre historique, cet ancien temple protestant fut reconverti en lieu de culte catholique en 1629 à l'instigation des récollets, qui en firent la chapelle de leur nouveau couvent. Considérablement agrandie dans la première moitié du XIXe siècle, l'église est de nouveau consacrée le 18 novembre 1834. 
Elle est inscrite à l'inventaire supplémentaire des monuments historiques depuis le 26 octobre 1998.

## Préambule: ancienne église de la paroisse Saint-Martin
L'histoire de la paroisse Saint-Martin débute dès la période médiévale : les chartes nous apprennent ainsi son existence dès le Xe siècle. Reconstruite selon les canons de l'architecture romane saintongeaise, elle devient la principale église paroissiale de la ville et est une dépendance de l'abbaye Saint-Florent de Saumur (tout comme l'église Saint-Vivien, dans la ville-basse) dès 1075. L'édifice intègre alors une crypte préromane, vestige de l'église primitive, au-dessus de laquelle est élevé le nouveau sanctuaire. 
L'église est agrandie au cours du XVe siècle, tandis que deux clochers sont accolés aux angles de la façade. L'ornementation de celle-ci semble avoir été d'une richesse toute particulière, comprenant un portail central à six voussures flanqué de deux arcades aveugles, abritant pour l'une une statue de saint Martin, patron de la paroisse, pour l'autre une statue qui pourrait avoir représenté saint Éloi. La partie supérieure de la façade accueillait quant à elle deux statues équestres, probables représentations de l'empereur Constantin et peut-être de saint Georges. 
Ses dimensions paraissent avoir été considérables (une description évoque une nef longue de 150 pieds, soit presque 50 mètres). Située hors-les-murs à l'origine, elle est cependant comprise dans le périmètre protégé par la seconde enceinte quelques siècles plus tard. 
Pour autant, l'église n'est pas épargnée par les combats qui font rage aux alentours de la cité durant les guerres de Religion, pas plus que par les déprédations auxquelles se livrent quelques excités au cours de cette période agitée. Considérablement endommagée en 1582 (elle apparaît déjà comme à demi ruinée sur une gravure de Claude Chastillon réalisée dans les premières années du XVIIe siècle), elle subit de nouveaux dommages durant la Fronde. 
Au XVIIIe siècle, seuls subsistent quelques pans de murs et une partie de l'élévation de la façade avec ses deux tours, tandis que les offices sont célébrés dans la crypte. Celle-ci se révèle insalubre, facilement inondée à la moindre pluie et particulièrement malsaine en hiver. Dans une description effectuée en 1714, Claude Masse note ainsi que « (elle) est très malsaine l'hiver à cause de son humidité ; et quand il pleut l'eau y entre en abondance par les escaliers ». 
En 1784, devenant par trop insalubre, elle est définitivement fermée au culte. Laissée à l'abandon, elle achève de s'effondrer dans les années tourmentées qui s'ensuivent, et il ne reste guère plus de vestiges de cet édifice aujourd'hui.

## Nouvelle église Saint-Martin

### Historique

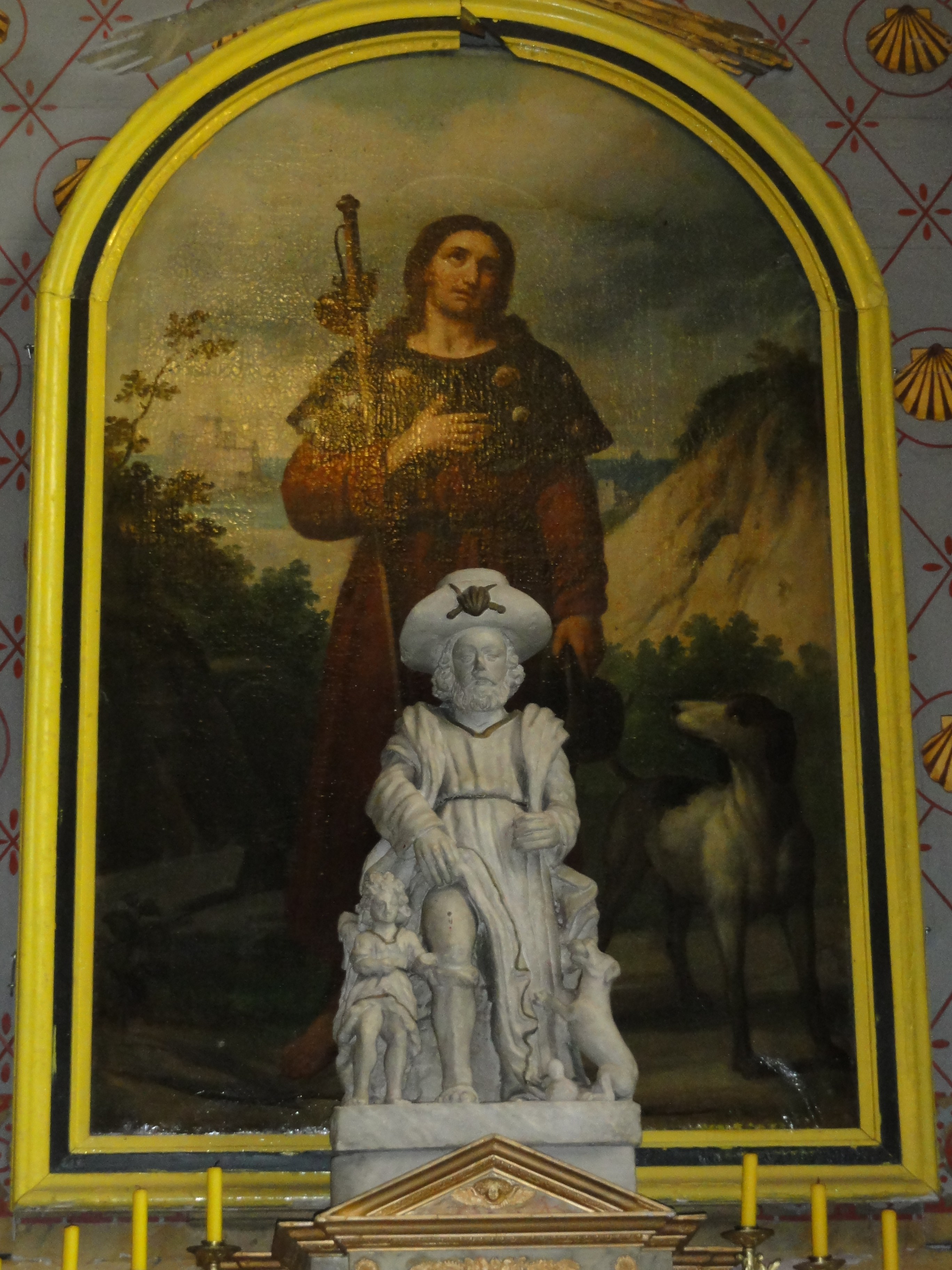
La statue de saint Roch classée.

L'actuelle église occupe quant à elle l'emplacement de la chapelle de l'ancien hôpital-vieil (par opposition à l'hôpital-neuf, situé dans la ville-basse). Dédiée à saint Nicolas, celle-ci souffre des différents conflits et n'est plus qu'une ruine à l'issue des guerres de Religion. Devenue place de sûreté protestante en 1598, la ville ne dispose cependant d'aucun temple où les fidèles réformés pourraient se réunir. 
L'appropriation du site de l'ancienne chapelle Saint-Nicolas est décidée peu après la promulgation de l'édit de Nantes, et les travaux débutent effectivement vers 1602. Conformément aux préceptes calvinistes, l'édifice est une bâtisse d'une grande sobriété, formant une vaste salle quadrangulaire de 23 mètres sur 19. La porte principale, de style classique (aujourd'hui murée) intègre un fronton triangulaire ainsi que les armes - buchées à la Révolution - du roi Henri IV.
Le grand temple demeure durant plusieurs années le lieu de réunion et de « presche » des fidèles réformés. Néanmoins, la politique de Contre-Réforme entamée par le roi Louis XIII, qui se traduit ici comme ailleurs par le rétablissement ou la création d'institutions religieuses, fragilise les positions des protestants. Bien décidés à contrer « l'hérésie », les récollets se placent en première ligne de la reconquête catholique et lancent de violentes diatribes lors de leurs prêches dominicaux. Le ton ne tarde pas à monter de nouveau entre les deux communautés et en 1629, des catholiques en furie investissent le temple, dont ils prennent possession. Celui-ci est converti en chapelle pour les récollets, qui aménagent un nouveau couvent à proximité. 
La chapelle reste en activité jusqu'à la Révolution, durant laquelle elle est fermée au culte. Rétablie dans son affectation à la suite de la signature du concordat de 1801, elle prend le nom d'église Saint-Martin-et-Saint-Roch, remplaçant définitivement l'ancien sanctuaire en tant qu'église paroissiale.
Cette nouvelle affectation rend bien vite l'édifice inadapté aux besoins du culte. Une souscription est lancée par le clergé, auxquels viennent s'ajouter divers dons, parmi lesquels une importante donation de la duchesse de Berry en 1828. Ces travaux modifient totalement l'église : la nef est allongée, un transept est ajouté à la structure initiale. Un clocher de style italianisant, coiffé d'un dôme, est construit sur l'un des croisillons. Il est doté d'une cloche de 780 kilos le 5 août 1840. Elle remplace une ancienne cloche fondue en 1753, laquelle avait pour parrain le prince Camille de Lorraine, héritier de la maison de Pons.

### Architecture

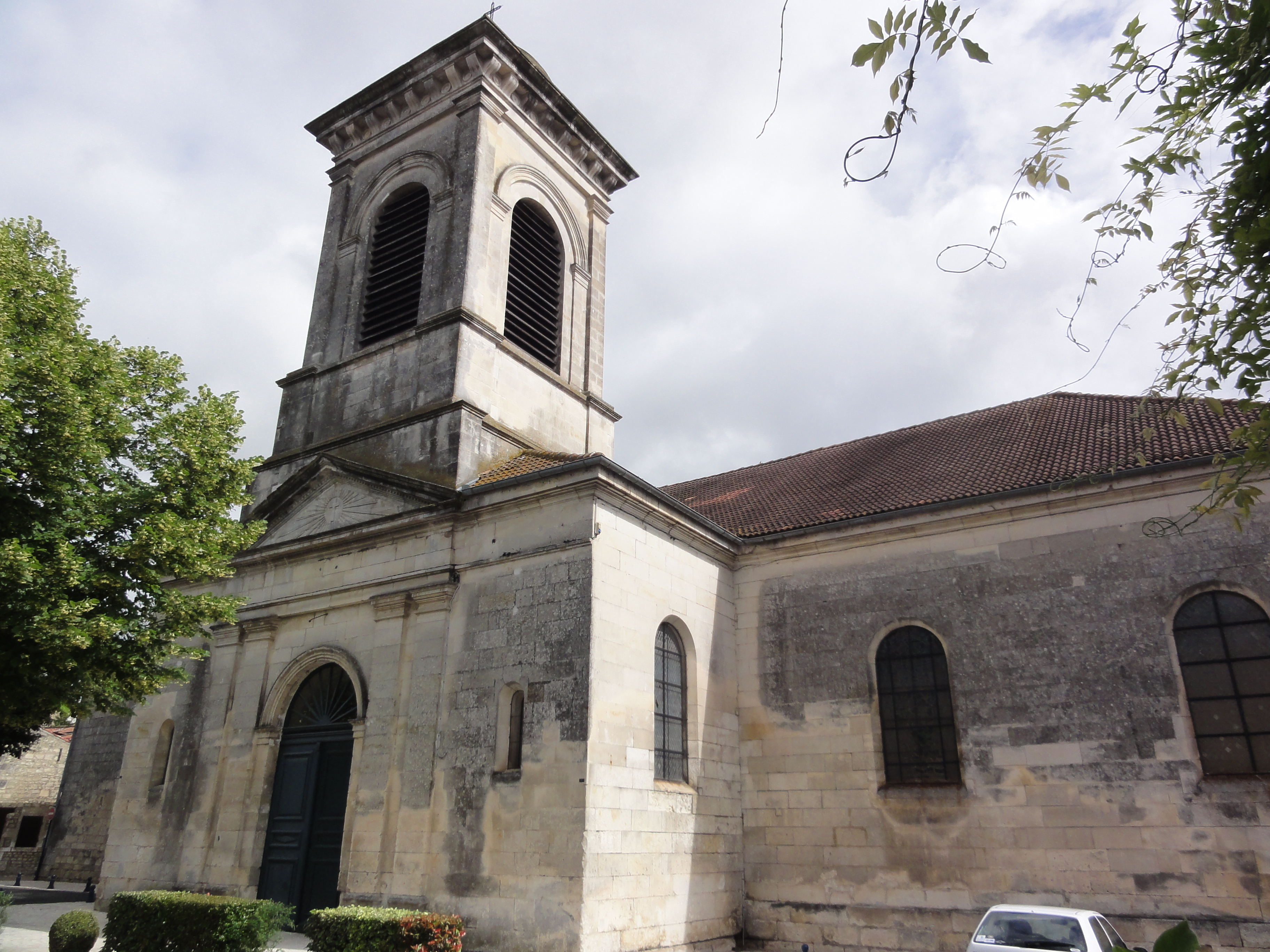

Si l'église conserve des éléments issus du grand temple protestant construit en 1602 (murs gouttereaux et une porte frappée des armes de Henri de Navarre), les adjonctions effectuées de 1826 à 1834 ont radicalement modifié sa physionomie. Le sanctuaire actuel est constitué d'une nef et d'une abside rectangulaires constituant un ensemble de 16,5 mètres de long pour 40,5 mètres de large, divisé en trois vaisseaux. Le vaisseau central, formé de quatre travées pour la nef et de deux travées pour l'abside, est couvert d'une voûte en anse de panier, tandis que les vaisseaux latéraux (ou bas-côtés) sont couverts de berceaux transversaux. Deux croisillons ont été ajoutés au XIXe siècle, l'un d'eux portant le clocher. 
D'un point de vue architectural, l'église Saint-Martin apparaît ainsi comme un monument éclectique, mêlant le style rigoureux du XVIIe siècle au néo-classicisme (lequel transparaît notamment dans l'agencement des façades, intégrant pilastres et frontons à denticules), en passant par le baroque (clocher). À l'intérieur, le sanctuaire conserve plusieurs retables, un maître-autel à baldaquin et une chaire monumentale, tandis que les vitraux modernes relatent les épisodes marquant de la vie de saint Martin (saint Martin partageant son manteau, le repas chez l'empereur Maxime, l'apparition du Christ à saint Martin). 
Une statue de saint Roch, patron des pestiférés, vient rappeler le souvenir d'une épidémie de peste qui frappe la région en 1631. Commandée par le sire Henri Ier d'Albret-Miossens, elle est cachée durant la période révolutionnaire et transférée dans l'église après le concordat.

### Galerie de photos

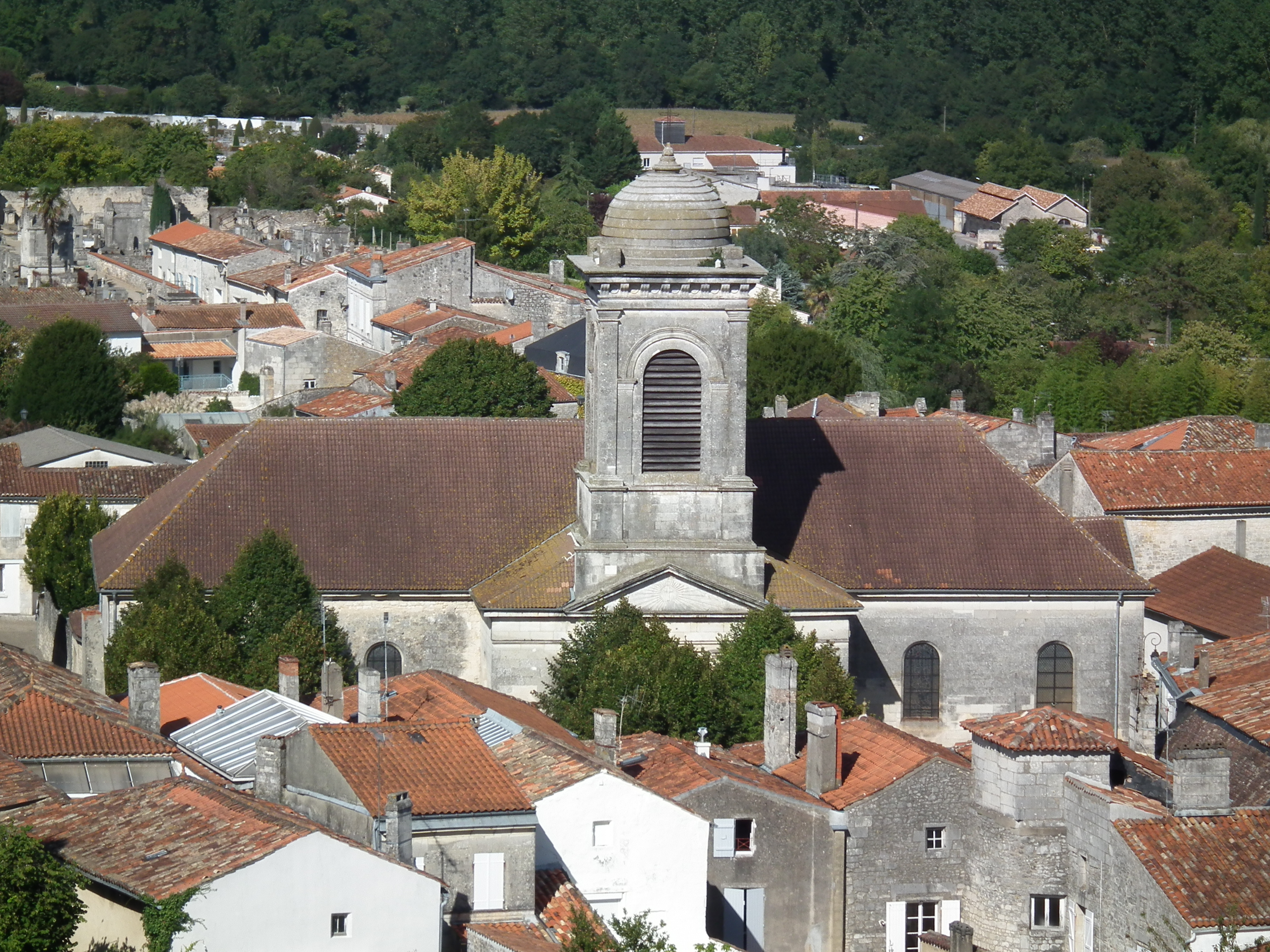
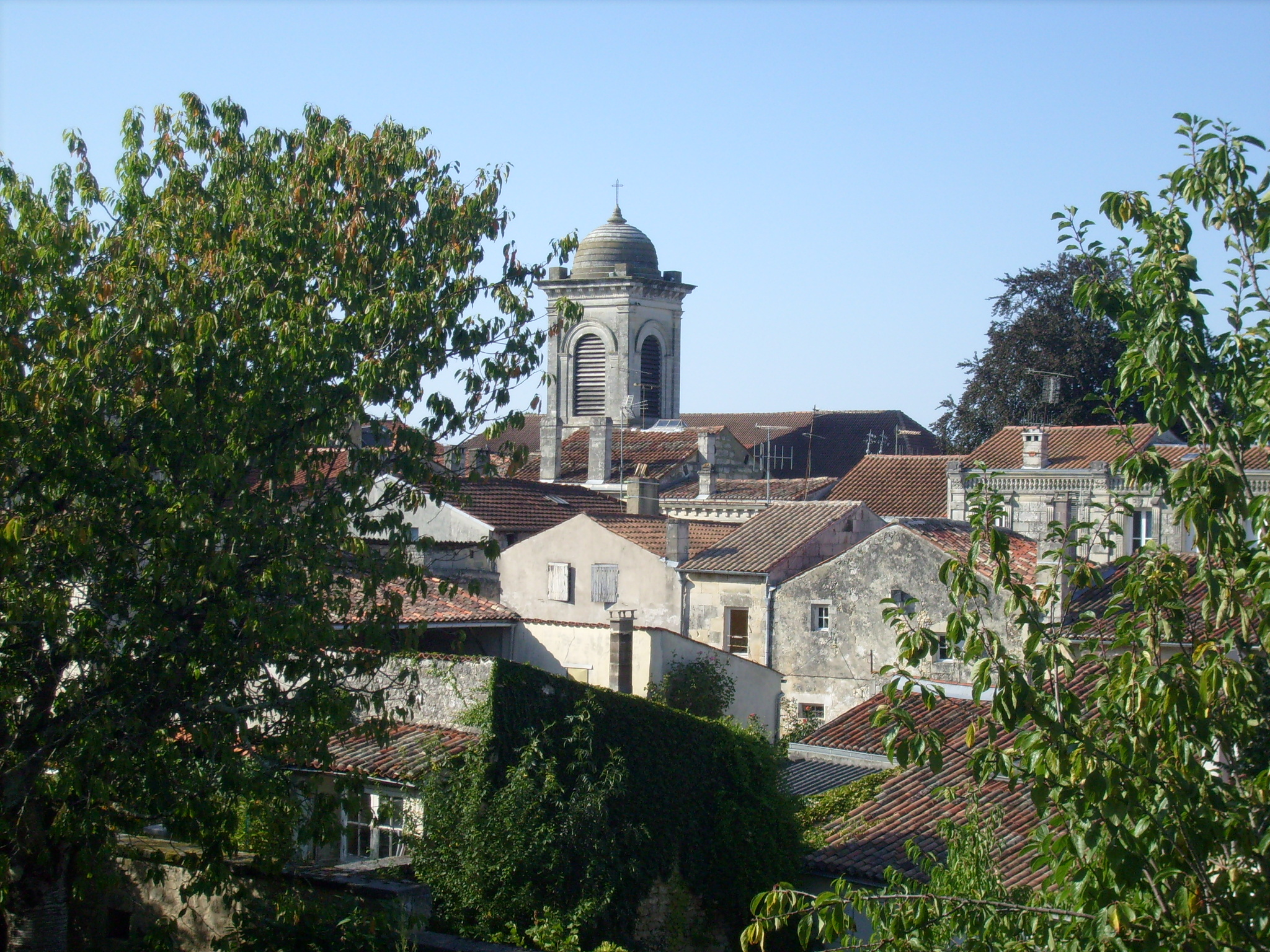

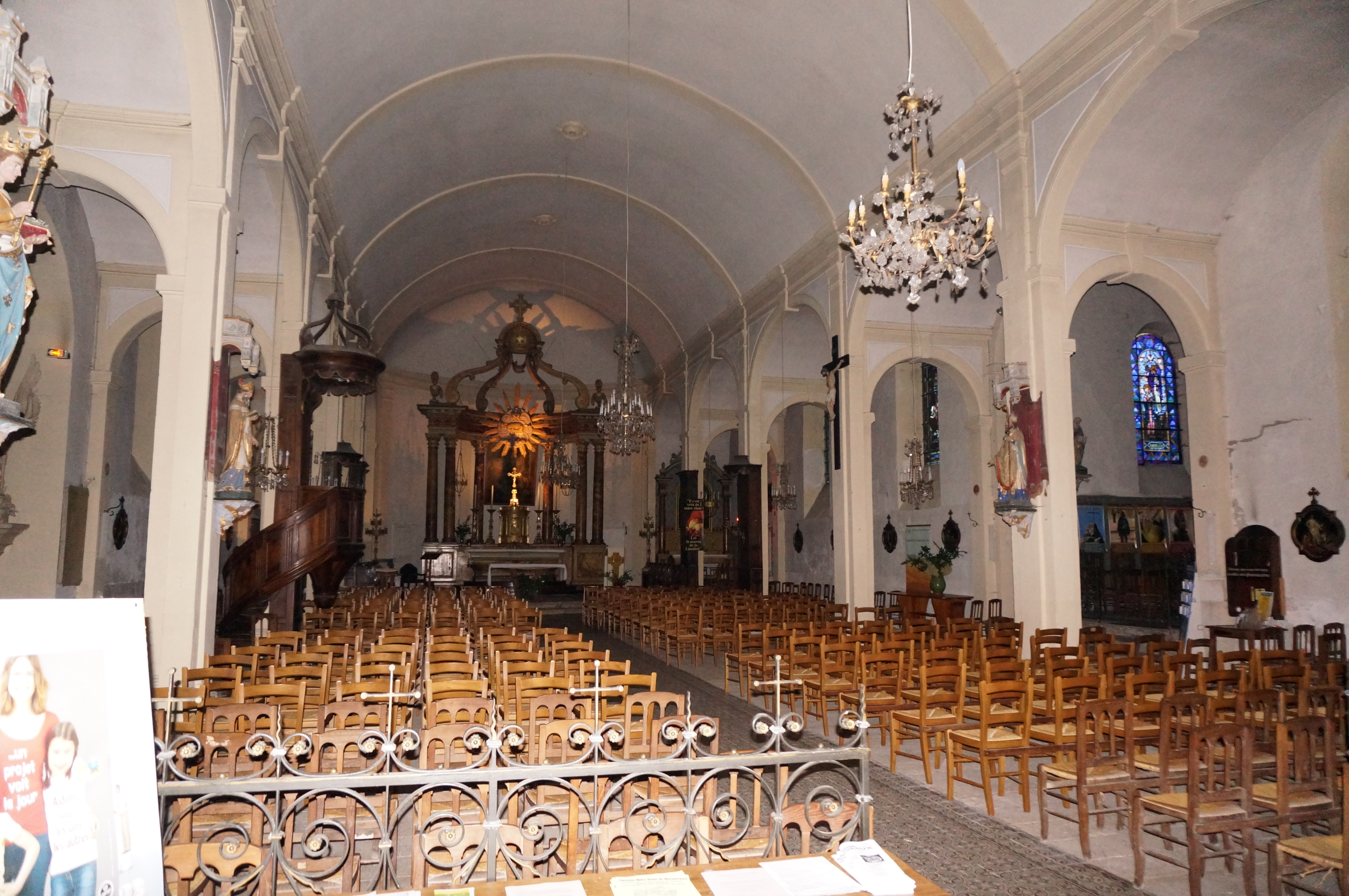
La nef.
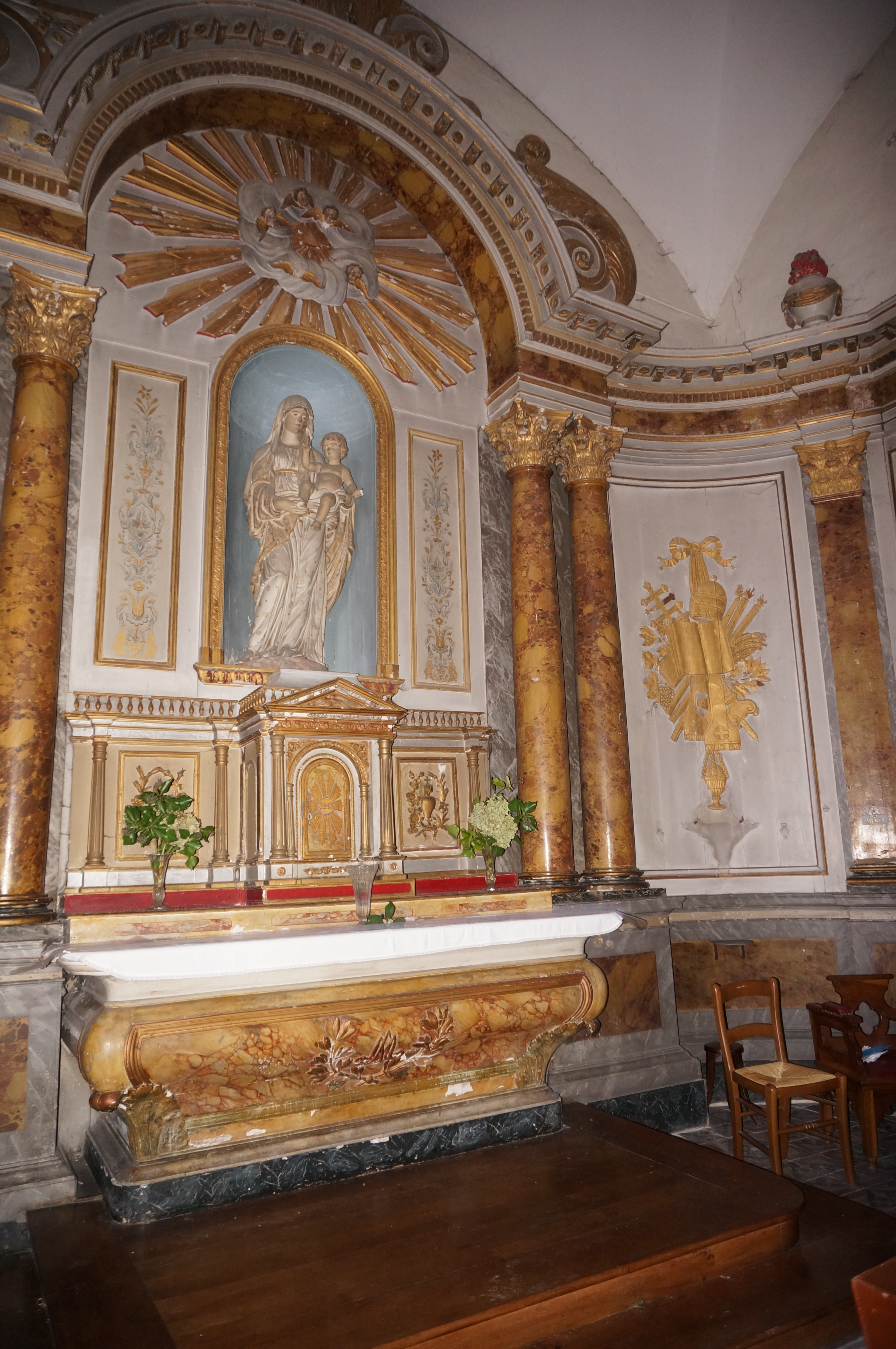
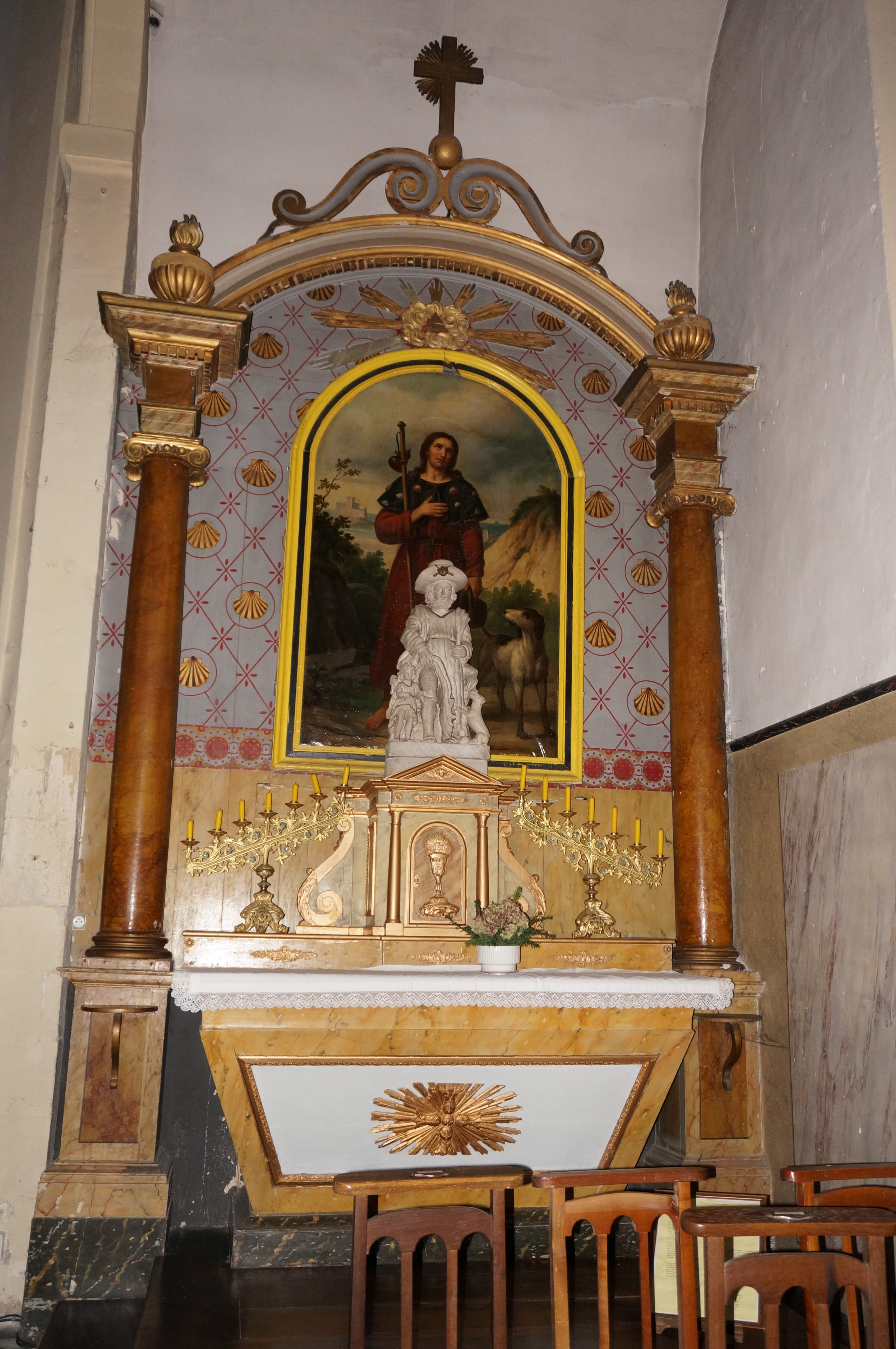
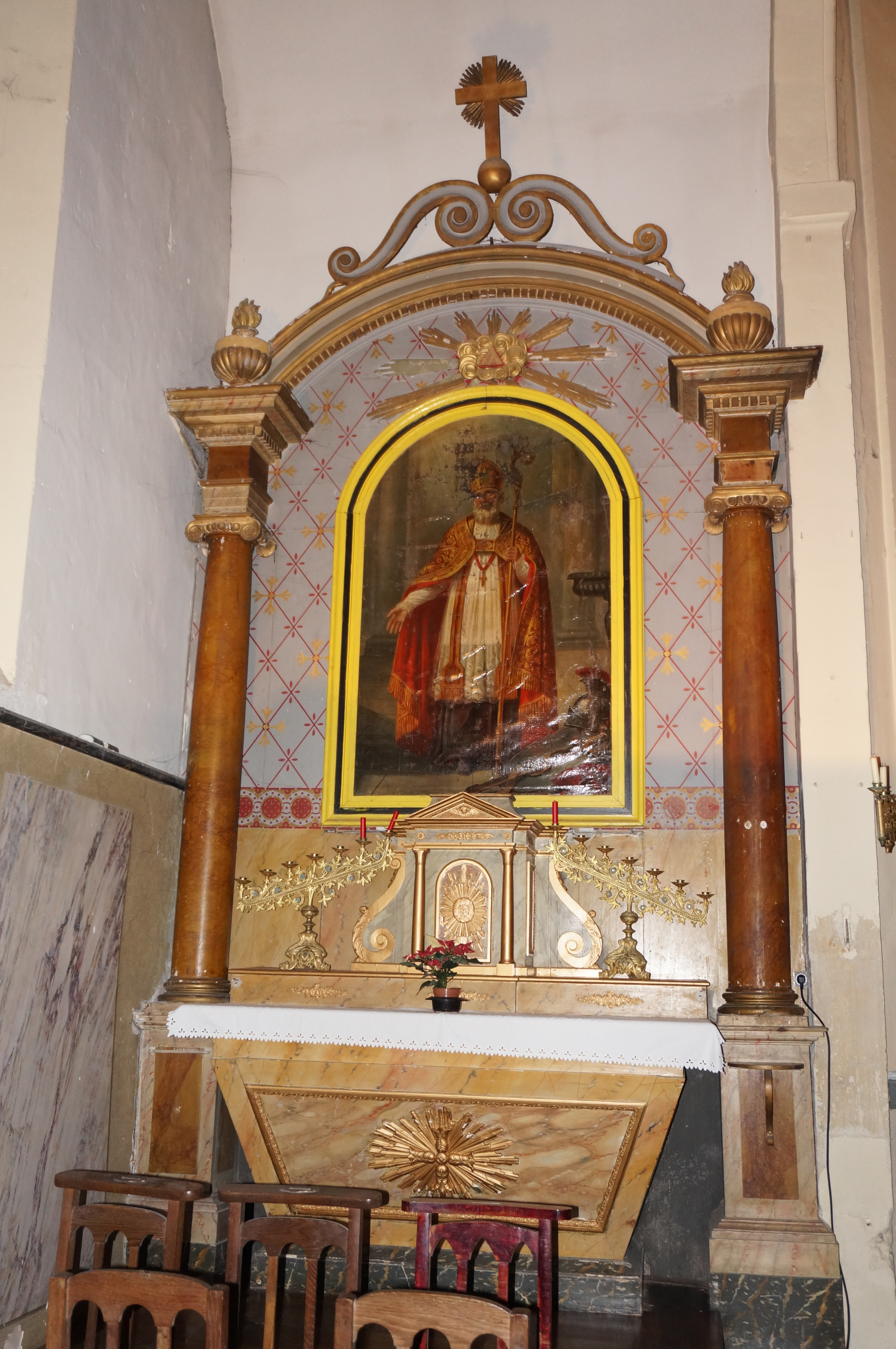
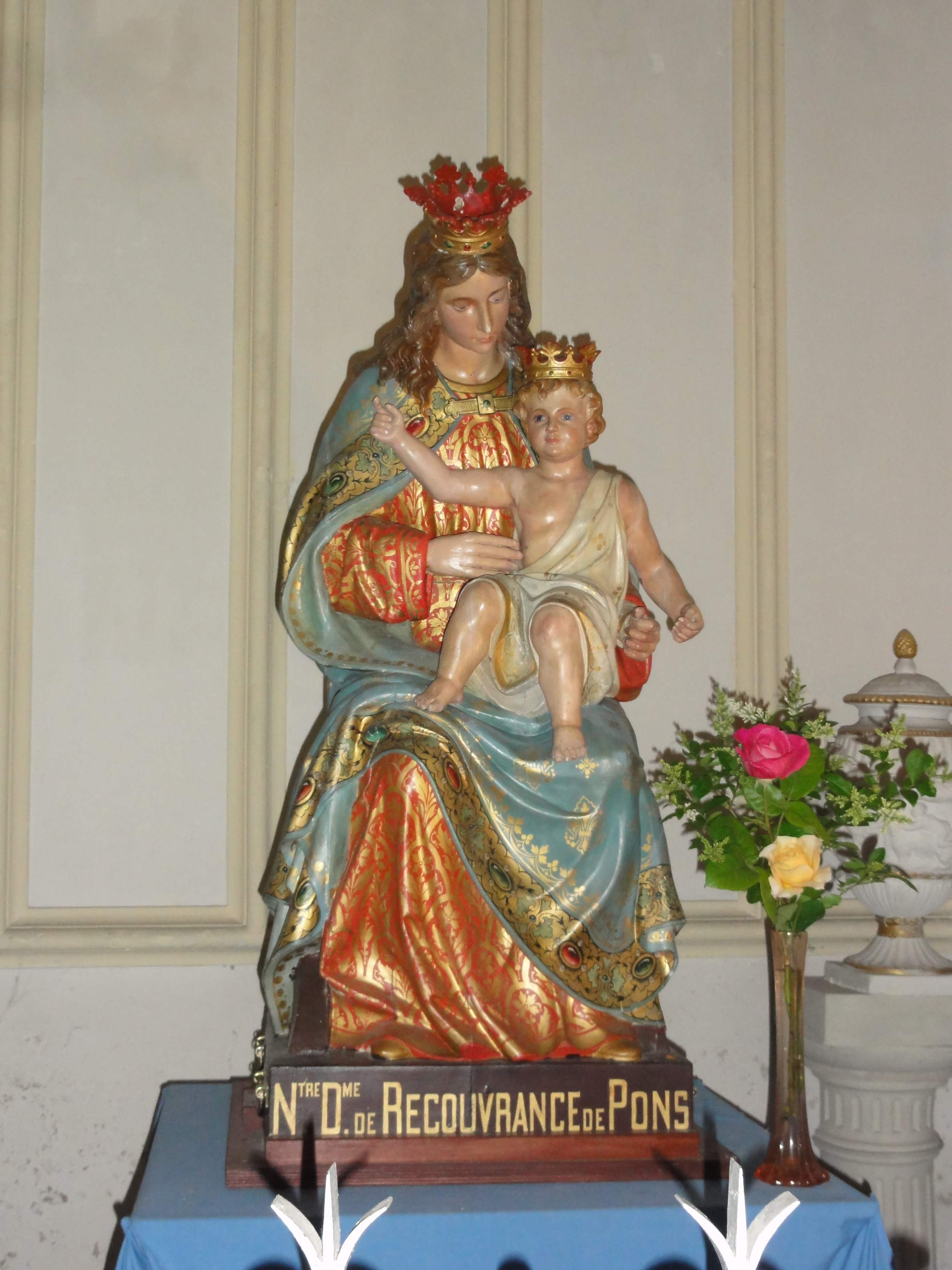